# Kabinett Asarow II

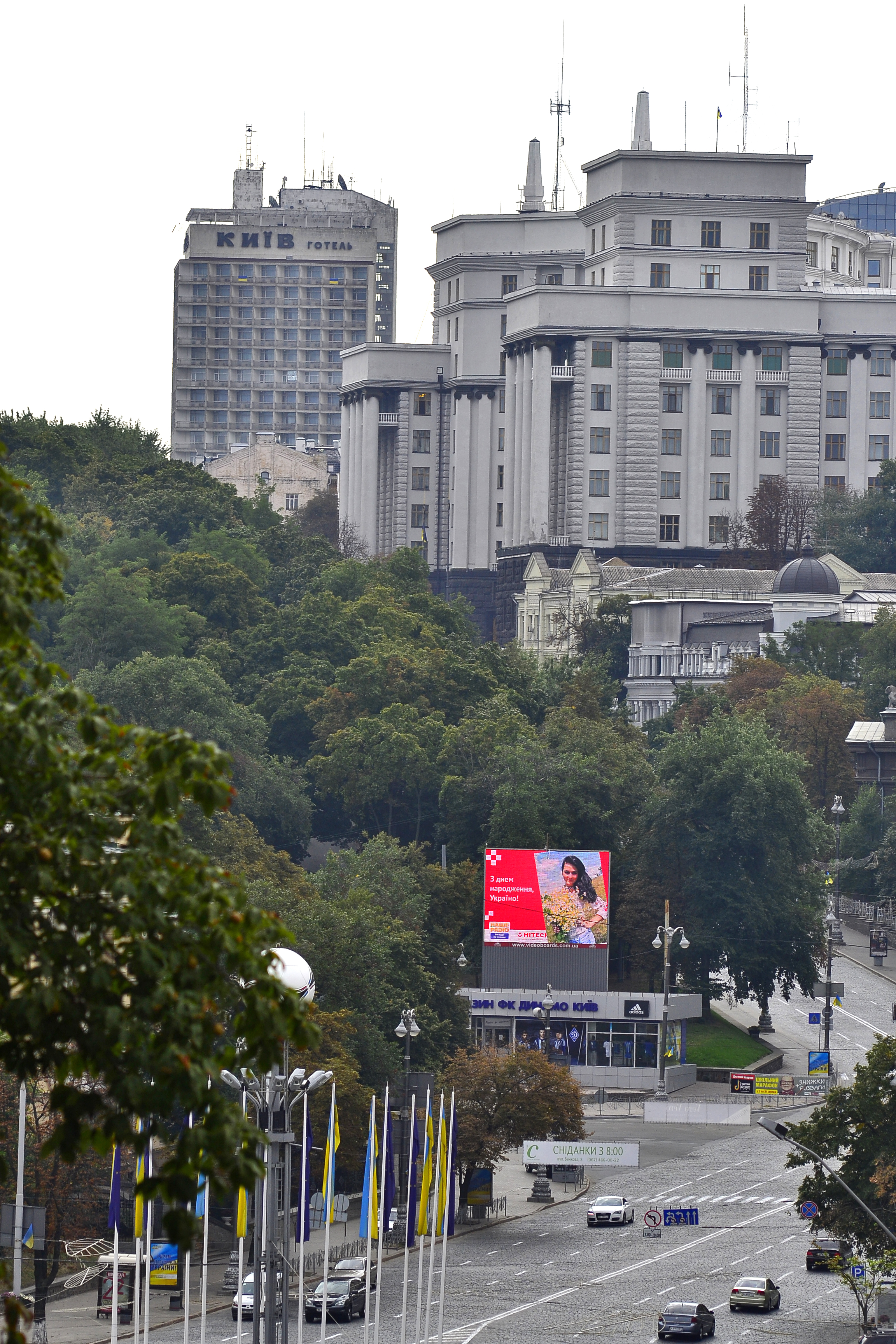
Regierungsgebäude der Ukraine

Das zweite Kabinett Asarow war vom 24. Dezember 2012 bis zum 27. Februar 2014 das Ministerkabinett der Ukraine. Es wurde vom Kabinett Jazenjuk abgelöst.

## Beginn
Der bisherige Ministerpräsident der Ukraine Mykola Asarow  trat fünf Wochen nach der Parlamentswahl am 28. Oktober 2012 zurück, was verfassungsgemäß auch den Rücktritt des gesamten Kabinetts zur Folge hatte. Am 9. Dezember 2012 nominierte der Präsident der Ukraine Wiktor Janukowytsch Asarow erneut für das Amt des Ministerpräsidenten. Am 13. Dezember 2012 stimmte die Werchowna Rada mit 255 von 450 Stimmen, die von Abgeordneten aus dem Lager der Partei der Regionen und der Kommunisten stammten, für die erneute Ernennung Asarows zum Ministerpräsidenten. Zuvor war es zu tumultartigen Debatten mit zwei Massenschlägereien zwischen Abgeordneten der Opposition und der regierenden Partei der Regionen gekommen. Am 24. Dezember 2012 ernannte Präsident Janukowytsch die neue Regierung der Ukraine.

## Ende
Asarow trat am 28. Januar 2014 in Folge der Unruhen des Euromaidan zurück, um angesichts der im Lande herrschenden Konfliktsituation „zusätzliche Möglichkeiten für einen gesellschaftlich-politischen Kompromiss“ und für „die friedliche Beilegung des Konflikts“ zu schaffen. Der Rücktritt wurde am selben Tag vom Staatspräsidenten angenommen. Bis zur Einsetzung der neuen Regierung am 27. Februar 2014 übernahm der erste Vize-Ministerpräsident Serhij Arbusow das Amt des Ministerpräsidenten.
| Portfolio | Minister                  | Foto | Parteizugehörigkeit | Amtszeit                               |
| --- | ------------------------- | ---- | ------------------- | -------------------------------------- |
| Ministerpräsident | Mykola Asarow             |      | Partei der Regionen | bis 28. Januar 2014                    |
| Erster stellvertretender Ministerpräsident Minister für Landwirtschaft und Ernährung, wirtschaftliche Entwicklung, Handel, Sozialpolitik, Finanzierung, Erträge und Aufwendungen | Serhij Arbusow            |      | Partei der Regionen |                                        |
| Stellvertretender Ministerpräsident Zuständig für Ökologie, natürliche Ressourcen, Energie, Kohle und Industriepolitik                                                           | Jurij Bojko               |      | Partei der Regionen |                                        |
| Stellvertretender Ministerpräsident Zuständig für Infrastruktur, regionale Entwicklung, Bau und Wohnungs- und Kommunalwirtschaft                                                 | Oleksandr Wilkul          |      | Partei der Regionen |                                        |
| Stellvertretender Ministerpräsident Bereichen Kultur, Bildung, Wissenschaft, Jugend, Sport und Gesundheit                                                                        | Kostjantyn Hryschtschenko |      |                     |                                        |
| Ministerin beim Ministerkabinett | Olena Lukasch             |      | Partei der Regionen | 24. Dezember 2012 bis 4. Juli 2013     |
| Minister für Landwirtschaft und Ernährung | Mykola Prysjaschnjuk      |      | Partei der Regionen |                                        |
| Innenminister | Witalij Sachartschenko    |      |                     | 24. Dezember 2012 bis 21. Februar 2014 |
| Innenminister (komm.) | Arsen Awakow              |      |                     | ab 22. Februar 2014                    |
| Minister für Einnahmen und Erträge | Olexander Klymenko        |      |                     |                                        |
| Minister für Umwelt und natürliche Ressourcen | Oleh Proskurjakow         |      |                     |                                        |
| Minister für Wirtschaftsentwicklung und Handel | Ihor Prassolow            |      | Partei der Regionen |                                        |
| Minister für Energie und Bergbau | Eduard Stawyzkyj          |      |                     |                                        |
| Außenminister | Leonid Koschara           |      | Partei der Regionen |                                        |
| Infrastrukturminister | Wolodymyr Kosak           |      | Partei der Regionen |                                        |
| Kulturminister | Leonid Nowochatko         |      |                     |                                        |
| Minister für Jugend und Sport | Rawil Safiullin           |      | Partei der Regionen |                                        |
| Verteidigungsminister | Pawlo Lebedjew            |      | Partei der Regionen |                                        |
| Bildungsminister | Dmytro Tabatschnyk        |      | Partei der Regionen |                                        |
| Gesundheitsminister | Rajissa Bohatyrjowa       |      |                     |                                        |
| Minister für Industriepolitik | Mychailo Korolenko        |      | Partei der Regionen |                                        |
| Minister für Regionale Entwicklung, Bauen, Wohnen und Kommunalwirtschaft | Hennadij Temnyk           |      |                     |                                        |
| Minister für Sozialpolitik | Natalija Korolewska       |      | Ukraine – Vorwärts! |                                        |
| Finanzminister | Jurij Kolobow             |      |                     |                                        |
| Justizminister | Olexander Lawrynowytsch   |      | Partei der Regionen | 24. Dezember 2012 bis 4. Juli 2013     |
| Justizminister | Olena Lukasch             |      | Partei der Regionen | ab 4. Juli 2013                        |